# Petorca
Petorca ist eine Stadt und Gemeinde in der Provinz Petorca in der Región de Valparaíso in Chile. Bei der Volkszählung im Jahr 2017 hatte sie 9826 Einwohner. Die Gemeinde erstreckt sich über eine Fläche von 1516,6 km².

## Geschichte
Die Gemeinde Petorca wurde am 8. April 1754 von Domingo Ortiz de Rozas gegründet, der sie ursprünglich zu Ehren seiner Frau Villa Santa Ana de Briviesca nannte. Es wurde im Auftrag der Bevölkerungsbehörde des Königreichs Chile gegründet.
Die Geschichte von Petorca ist eng mit dem Bergbau verbunden. Um das 18. Jahrhundert herum gehörte es zunächst zur Zuständigkeit des Königlichen Berggerichts, weshalb dessen Zuständigkeitsgrenzen unklar waren und erst später festgelegt wurden. 1730 der reiche Goldmantel von Los Tornos gefunden. Nachdem diese Nachricht bekannt geworden war, begann der Ort von Arbeitern und ihren Familien, Spielern und vor allem Abenteurern bevölkert zu werden.
Im Jahr 1800 wurde in der Mine Mula Muerta Gold abgebaut. Die Goldindustrie wird durch den Beitrag, den die Drehbank leisten wird, gestärkt, wodurch die Produktion enorm ansteigt, mit Konsequenzen, nämlich der Erschöpfung dieser Lagerstätte. Das Interesse, das diese Lathe-Site hervorrief, war so groß, dass sogar englische Persönlichkeiten, die aus Valparaíso kamen, versuchten, in diesen Ort zu investieren. Mit dem Dekret vom 22. Januar 1870 erhielt es den Titel einer Stadt.
Im Jahr 1924 wurde der Eisenbahnzweig eingeweiht, der den Bahnhof Pedegua mit dem Bahnhof Petorca verbindet, einschließlich der Bahnhöfe Manuel Montt und Hierro Viejo. 1965 wird die Beförderung von Passagieren jedoch eingestellt.
Seit 2010 ist Petorca von einer langanhaltenden Dürre betroffen, die durch eine schlechte Wasserverwaltung verschärft wird, die dazu geführt hat, dass begrenzte Wasserressourcen in Avocadoplantagen und nicht in menschliche Siedlungen fließen.

## Bevölkerung
Laut der Volkszählung des Nationalen Statistikinstituts von 2002 hatte Petorca 9440 Einwohner (4806 Männer und 4634 Frauen). Davon lebten 4535 (48 %) in städtischen Gebieten und 4905 (52 %) in ländlichen Gebieten. Die Bevölkerung wuchs zwischen den Volkszählungen 1992 und 2002 um 1,8 % (167 Personen). Im Jahr 2017 zählte man 9826 Personen.